# Calochlaena dubia
Calochlaena dubia är en ormbunkeart som först beskrevs av Robert Brown, och fick sitt nu gällande namn av Melvin D. Turner och R. A. White. Calochlaena dubia ingår i släktet Calochlaena och familjen Dicksoniaceae. Inga underarter finns listade.

## Bildgalleri

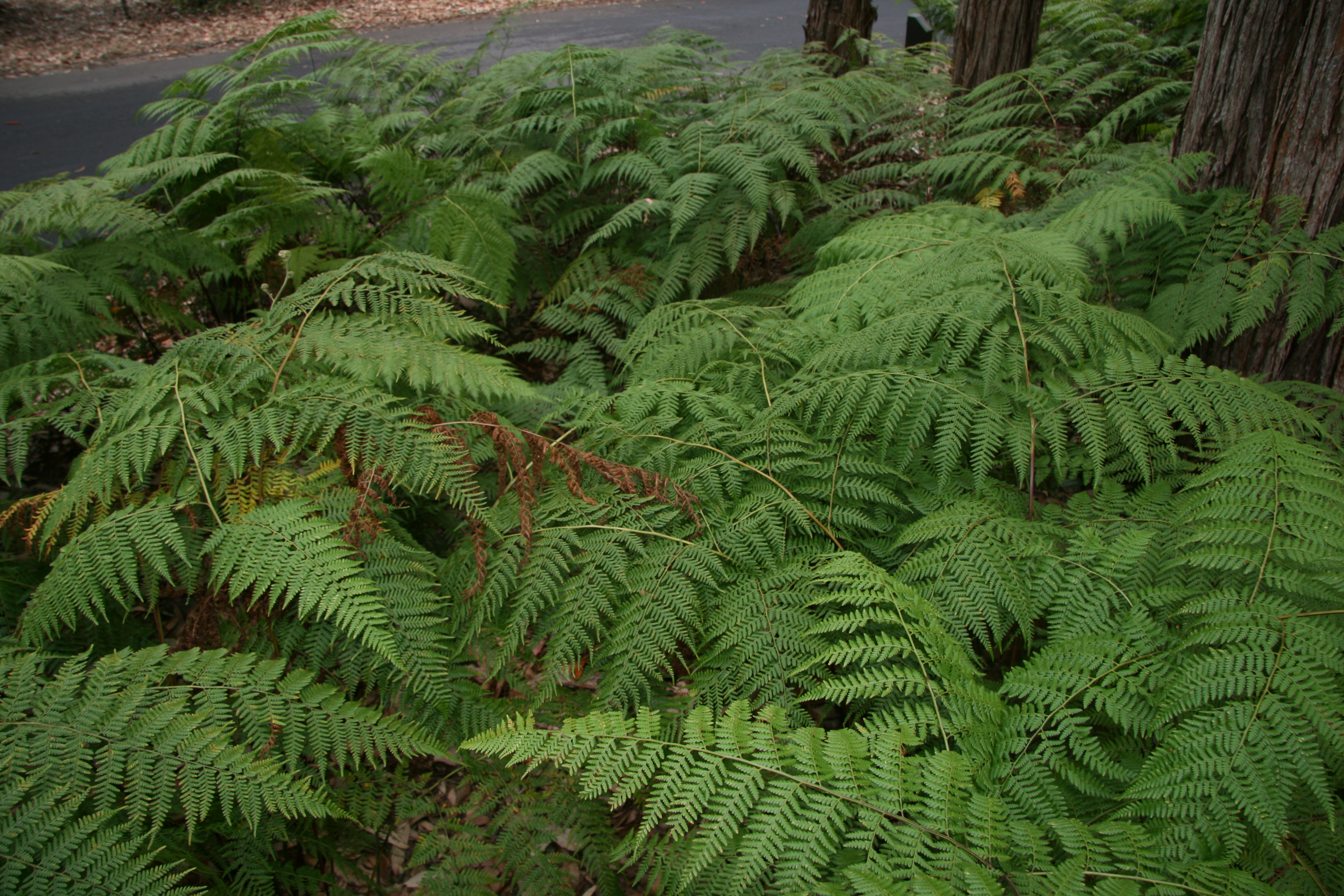